# 18-й гвардейский истребительный авиационный полк
18-й гвардейский истребительный авиационный Витебский дважды Краснознамённый, ордена Суворова и французского креста ордена Почётного Легиона полк «Нормандия-Неман» (18-й гв. иап) — воинская часть Военно-воздушных сил (ВВС) Вооружённых сил СССР, принимавшая участие в боевых действиях Великой Отечественной войны и в Корейской войне, в последующем вошедшая в боевой состав Вооружённых Сил Российской Федерации.

## Наименования полка
За весь период своего существования полк несколько раз менял своё наименование:
- 6-й истребительный авиационный полк[1];
- 18-й гвардейский истребительный авиационный полк[1];
- 18-й гвардейский истребительный авиационный Краснознамённый полк[1];
- 18-й гвардейский истребительный авиационный Витебский Краснознамённый полк[1];
- 18-й гвардейский истребительный авиационный Витебский Краснознамённый ордена Суворова полк[1];
- 18-й гвардейский истребительный авиационный Витебский дважды Краснознамённый ордена Суворова полк[1];
- 18-й гвардейский авиационный Витебский дважды Краснознамённый ордена Суворова полк истребителей-бомбардировщиков;[1];
- 18-й гвардейский штурмовой авиационный Витебский дважды Краснознамённый ордена Суворова полк[1];
- 18-й гвардейский штурмовой авиационный Витебский дважды Краснознамённый ордена Суворова полк «Нормандия-Неман» (09.05.1995 г.)[1];
- 18-й гвардейский штурмовой авиационный Витебский дважды Краснознамённый ордена Суворова и французского креста ордена Почётного Легиона полк «Нормандия-Неман» (14.02.2006 г.)[1];
- 6983-я гвардейская авиационная база первого разряда (в/ч 62231);
- 18-й гвардейский штурмовой авиационный полк;
- Полевая почта в/ч 21806[1].

## История полка
В период с 28 февраля по 15 мая 1942 года 6-й истребительный авиационный полк находился в 5-й запасной авиабригаде Сибирского военного округа (г. Новосибирск), где освоил истребители Як-7б и Як-1.
За образцовое выполнение боевых задач и проявленные при этом мужество и героизм 6-й истребительный авиационный полк приказом НКО СССР № 70 от 07.03.1942 года преобразован в 18-й гвардейский истребительный авиационный полк.
1 июня 1942 года полк прибыл в ВВС Московского военного округа на аэродром Раменское и поступил в распоряжение 2-й резервной авиационной бригады СВГК. 23 июня полк приступил к боевой работе в составе 234-й истребительной авиадивизии 1-й воздушной армии Западного фронта на самолётах Як-7б и Як-1. 18 августа полк принял 7 Як-1 от 91-го иап. С 24 августа 1942 года по 22 февраля 1943 года полк боевой работы не вёл, находясь в резерве 1-й ВА и продолжая оставаться в составе 234-й истребительной авиадивизии. Переформирован по штату 015/284.
22 февраля 1943 года полк передан в состав вновь сформированной 303-й истребительной авиадивизии 1-й Воздушной армии Западного фронта и возобновил боевую работу на самолётах Як-7б.
С апреля 1943 года в состав полка вошла сформированная на аэродроме в Иваново эскадрилья из французских лётчиков. 5 апреля 1943 года эскадрилья приступила к боевым действиям. История создания эскадрильи: в марте 1942 года французский национальный освободительный комитет «Сражающаяся Франция» обратился к властям Советского Союза с предложением направить в СССР группу лётчиков и авиационных механиков для участия в боевых действиях против Германии. 12 ноября 1942 года СНК СССР утвердил постановление № 1806-850сс «О соглашении между командованием ВВС Красной Армии и Военным командованием сражающейся Франции об участии французских частей ВВС в операциях в Советском Союзе». 25 ноября 1942 года было подписано советско-французское соглашение о формировании на территории СССР французской авиационной эскадрильи. Эскадрилья была сформирована 4 декабря 1942 года в городе Иваново. По предложениям личного состава новой войсковой части было присвоено наименование «Нормандия», в честь французской провинции, наиболее пострадавшей от немецкой оккупации.
В июле 1943 года на базе 4-й эскадрильи создан 1-й отдельный истребительный авиационный полк сражающейся Франции «Нормандия». 28 ноября 1944 года, за боевые заслуги и проявленное мужество во время воздушных сражений в период боёв по освобождению Литвы и при форсировании реки Неман приказом Верховного Главнокомандующего советскими Вооружёнными Силами И. В. Сталина полку было присвоено почётное наименование «Неманский», и с тех пор он стал называться полком «Нормандия — Неман».
В сентябре 1943 года полк полностью перевооружён на истребители Як-9. 23 октября 1943 года за образцовое выполнение боевых заданий командования на фронте борьбы с немецкими захватчиками и проявленные при этом доблесть и мужество Указом Президиума ВС СССР полк награждён орденом Красного Знамени.
С 29 июня по 27 августа 1944 года летный состав полка находился в Саратове на авиазаводе № 292, где получил и освоил истребители Як-3. 6 июля 1944 года за проявленную храбрость, мужество и отвагу в боях по прорыву Витебского укреплённого района немцев южнее Витебска и на оршанском направлении севернее реки Днепр, а также за овладение городом Витебск приказом ВГК № 0175 полку присвоено почётное наименование «Витебский».
В июле 1944 года полк переформирован по штату 015/364. 23 июля 1944 года за успешное выполнение заданий командования в боях за овладение столицей Белоруссии городом Минском и проявленные при этом доблесть и мужество Указом Президиума ВС СССР 18 гвардейский полк награждён орденом Суворова III степени.
С 27 августа 1944 года полк вернулся к боевой работе в составе 303-й иад 1-й ВА 3-го Белорусского фронта на самолётах Як-3. 5 мая 1945 года за образцовое выполнение боевых заданий командования в боях с немецкими захватчиками при овладении городами Ландсберг, Бартенштайн и проявленные при этом доблесть и мужество Указом Президиума ВС СССР полк награждён вторым орденом Красного Знамени.

### В действующей армии
В составе действующей армии:
- с 7 марта 1942 года по 9 мая 1945 года, всего — 1159 дней.

## Послевоенная история полка
В сентябре 1948 года в составе 303-й иад передан из ВВС в войска ПВО и перебазирован из 1-й воздушной армии Белорусского военного округа в Московский округ ПВО. В период с декабря 1948 года по июль 1949 года переучился на реактивные истребители МиГ-9. В марте 1950 года полк освоил самолёты МиГ-15. В июне 1950 года вместе с 303-й иад перебазировался из Московского округа ПВО в состав ВВС Дальневосточного военного округа на аэродром Галёнки (Приморский край).
С 8 мая 1951 года по 24 февраля 1952 года полк в составе 303-й иад 64-го иак принимал участие в вооружённом конфликте на территории Кореи (на стороне КНДР) на самолётах МиГ-15. В марте 1952 года по окончании правительственной командировки в составе 303-й иад вернулся в ВВС Дальневосточного военного округа на аэродром Галёнки. В 1982 году преобразован в истребительно-бомбардировочный авиационный полк в составе 303-й авиадивизии. В марте 1993 года преобразован в штурмовой авиационный полк в составе 303-й сад. 9 мая 1995 года присвоено почётное наименование «Нормандия—Неман». В 1998 году полк стал отдельным после расформирования 303-й сад. 14 февраля 2006 года Правительством Франции полк награждён орденом Почётного легиона.
11 ноября 2009 года в связи с проводимой реформой Вооружённых Сил Российской Федерации полк был расформирован, состоялось прощание с Боевым Знаменем полка. В декабре 2009 года 18-й гвардейский шап расформирован в ходе реформы Вооружённых сил Российской Федерации, все регалии полка переданы 6983-й авиационной базе.
1 декабря 2013 года полк заново сформирован на аэродроме Черниговка.

## Командиры полка
- майор Сергей Иванович Чертов (07.03.1942 — 28.11.1942).
- майор, подполковник Анатолий Емельянович Голубов (28.11.1942 — 17.01.1945).
- майор, подполковник Семён Алексеевич Сибирин (17.01.1945 — 05.11.1947).
- полковник Якубовский, 1988 - 1995
- полковник Анатолий Андреевич Фетисов (1995—2020) — первый командир российского авиаполка «Нормандия-Неман», президент ассоциации ветеранов I Отдельного истребительного авиационного полка «Нормандия-Неман», первый российский летчик, получившим серебряный орден «Национальной обороны Франции» в 1997 году.
- полковник Сергей Легаев (2020)[5].

## В составе соединений и объединений
| Период        | Фронт (округ)                  | армия                                  | дивизия                                                  | примечание                                                                |
| ------------- | ------------------------------ | -------------------------------------- | -------------------------------------------------------- | ------------------------------------------------------------------------- |
| 7.03.1942 г.  | Сибирский военный округ        | ВВС СибВО                              | 5-я запасная авиационная бригада                         | Полк преобразован в гвардейский, Новосибирск, переучивание на Як-7Б, Як-1 |
| 30.05.1942 г. | Западный фронт                 |                                        | 2-я резервная авиационная бригада РВГК                   | Як-7Б, Як-1                                                               |
| 23.06.1942 г. | Западный фронт                 | 1-я воздушная армия                    | 234-я истребительная авиационная дивизия                 | Як-7Б, Як-1                                                               |
| 22.02.1943 г. | Западный фронт                 | 1-я воздушная армия                    | 303-я истребительная авиационная дивизия                 | Як-7Б, Як-1                                                               |
| 30.05.1943 г. | Западный фронт                 | 1-я воздушная армия                    | 303-я истребительная авиационная дивизия                 | На аэродроме Хатенка 28 самолётов Як-7                                    |
| 01.09.1943 г. | Западный фронт                 | 1-я воздушная армия                    | 303-я истребительная авиационная дивизия                 | полностью перевооружён на Як-9                                            |
| 24.04.1944 г. | 3-й Белорусский фронт          | 1-я воздушная армия                    | 303-я истребительная авиационная дивизия                 | Як-9                                                                      |
| 27.08.1944 г. | 3-й Белорусский фронт          | 1-я воздушная армия                    | 303-я истребительная авиационная дивизия                 | полностью перевооружён на Як-3                                            |
| 09.05.1945 г. | 3-й Белорусский фронт          | 1-я воздушная армия                    | 303-я истребительная авиационная дивизия                 | Як-3, Як-7                                                                |
| 01.06.1946 г. | Белорусский военный округ      | 1-я воздушная армия                    | 303-я истребительная авиационная дивизия                 | Як-7                                                                      |
| 01.09.1948 г. | Московский район ПВО           |                                        | 303-я истребительная авиационная дивизия ПВО             | Як-7                                                                      |
| 01.12.1948 г. | Московский район ПВО           |                                        | 303-я истребительная авиационная дивизия ПВО             | переучивание на МиГ-9                                                     |
| 01.07.1949 г. | Московский район ПВО           |                                        | 303-я истребительная авиационная дивизия ПВО             | закончил переучивание на МиГ-9                                            |
| 01.03.1950 г. | Московский район ПВО           |                                        | 303-я истребительная авиационная дивизия ПВО             | переучивание на МиГ-15                                                    |
| 01.06.1950 г. | Дальневосточный военный округ  | ВВС округа                             | 303-я истребительная авиационная дивизия ПВО             | Приморский край, МиГ-15                                                   |
| 08.05.1951 г. |                                | 64-й истребительный авиационный корпус | 303-я истребительная авиационная дивизия ПВО             | МиГ-15, участие в Войне в Корее                                           |
| 1952 г.       | Дальневосточный военный округ  | ВВС округа                             | 303-я истребительная авиационная дивизия ПВО             | Приморский край, Галёнки, МиГ-15                                          |
| 01.03.1957 г. | Дальневосточный военный округ  | ВВС округа                             | 303-я истребительно-бомбардировочная авиационная дивизия | Приморский край, Галёнки, МиГ-17                                          |
| 01.03.1976 г. | Дальневосточный военный округ  | ВВС округа                             | 303-я авиационная дивизия истребителей-бомбардировщиков  | Приморский край, Галёнки, МиГ-21 СМ, СМТ                                  |
| 01.04.1988 г. | 1-я воздушная армия            |                                        | 303-я авиационная дивизия истребителей-бомбардировщиков  | Приморский край, Галёнки, МиГ-21 СМ, СМТ                                  |
| 01.10.1994 г. | 1-я воздушная армия            |                                        | 303-я авиационная дивизия истребителей-бомбардировщиков  | Приморский край, Галёнки, МиГ-27 Д, К; Су-25                              |
| 01.05.1998 г. | 11-я воздушная армия ВВС и ПВО |                                        | 303-я штурмовая авиационная дивизия                      | Приморский край, Галёнки, Су-25                                           |
| 11.11.2009    | 11-я воздушная армия ВВС и ПВО |                                        |                                                          | Приморский край, Галёнки, прощание с Боевым Знаменем полка                |

## Участие в операциях
- Великая Отечественная война (1942—1945):
  - Орловско-Болховская операция;
  - Спас-Деменская операция;
  - Ельнинско-Дорогобужская операция;
  - Курская битва;
  - Белорусская операция.

- Война в Корее
- Гражданская война в Таджикистане
- Военная операция в Сирийской Арабской Республике[6]
- СВВ на Украине 24.02.2022 -

## Почётные наименования
- За проявленную храбрость, мужество и отвагу в боях при прорыве Витебского укреплённого района немцев южнее Витебска и на оршанском направлении севернее реки Днепр, а также за овладение городом Витебск приказом ВГК 18-му гвардейскому истребительному авиационному Краснознамённому полку присвоено почётное наименование «Витебский»[7].
- 9 мая 1995 года полку присвоено почётное наименование «Нормандия-Неман»[1].

## Награды
- 18-й гвардейский истребительный авиационный полк 23 октября 1943 года «за образцовое выполнение боевых заданий командования в боях с немецкими захватчиками и проявленные при этом доблесть и мужество» указом Президиума Верховного Совета СССР награждён орденом Красного Знамени[8][1].
- 18-й гвардейский истребительный авиационный Витебский Краснознамённый полк 23 июля 1944 года «за успешное выполнение заданий командования в боях за овладение столицей Белоруссии городом Минском и проявленные при этом доблесть и мужество» указом Президиума Верховного Совета СССР награждён орденом Суворова III степени[9][1].
- 18-й гвардейский истребительный авиационный Витебский Краснознамённый, ордена Суворова полк 5 мая 1945 года «за образцовое выполнение боевых заданий командования в боях с немецкими захватчиками при овладении городами Ландсберг, Барнштейн и проявленные при этом доблесть и мужество» указом Президиума Верховного Совета СССР награждён орденом Красного Знамени[10][1].
- 18-й гвардейский штурмовой авиационный Витебский дважды Краснознамённый, ордена Суворова полк «Нормандия-Неман» за мужество и героизм, проявленные в годы Великой Отечественной войны, за сохранение традиций и бережное отношение к памяти фронтовой дружбы 14 февраля 2006 года Правительством Франции награждён высшей наградой Франции — крестом ордена Почётного Легиона[1].
- 9 июля 2020 года полк был награждён знаком воинской доблести — Полковой чашей Министерства обороны России[5][6][11].

## Отличившиеся воины полка
- Баландин Владимир Александрович командир звена, гвардии старший лейтенант, указом Президиума Верховного Совета СССР от 19 апреля 1945 года удостоен звания Героя Советского Союза посмертно.
- Барсуков Василий Николаевич командир эскадрильи, гвардии капитан, указом Президиума Верховного Совета СССР от 19 апреля 1944 года удостоен звания Героя Советского Союза (№ 6142).
- Голубов Анатолий Емельянович командир полка, будучи заместителем командира 303-й дивизии, указом Президиума Верховного Совета СССР от 29 июня 1945 года удостоен звания Героя Советского Союза (№ 6299).
- Даниленко Николай Никитович, заместитель командира эскадрильи, гвардии капитан, указом Президиума Верховного Совета СССР от 19 апреля 1944 года удостоен звания Героя Советского Союза (№ 6132).
- Пинчук Николай Григорьевич, командир 1-й эскадрильи, гвардии капитан, указом Президиума Верховного Совета СССР от 19 апреля 1944 года удостоен звания Героя Советского Союза (№ 6216).
- Серёгин Василий Георгиевич, командир эскадрильи, указом Президиума Верховного Совета СССР от 23 февраля 1948 года удостоен звания Героя Советского Союза (№ 8306).

- Сибирин Семён Алексеевич, штурман полка, гвардии капитан, указом Президиума Верховного Совета СССР от 1 июля 1944 года удостоен звания Героя Советского Союза (№ 3721).
- Стельмах Евгений Михайлович, командир звена, гвардии старший лейтенант, указом Президиума Верховного Совета СССР от 10 октября 1951 года удостоен звания Героя Советского Союза.
- Сморчков Александр Павлович, заместитель командира — лётчик-инспектор по технике пилотирования 18-го гвардейского истребительного авиационного полка, гвардии подполковник, Указом Президиума Верховного Совета СССР от 13 ноября 1951 года удостоен звания Героя Советского Союза (9285).
- Щукин Лев Кириллович, командир звена, гвардии старший лейтенант, Указом Президиума Верховного Совета СССР от 13 ноября 1951 года удостоен звания Героя Советского Союза (9279).
- Филипов, Роман Николаевич — Герой Российской Федерации (2018), служил в полку заместителем командира авиационной эскадрильи[5].
- Осипов Евгений Игоревич (2022), начальник службы безопасности полётов полка, Постановлением губернатора Приморского края от 07.03.2023 присвоено звание Героя Приморского края (посмертно).

## Память
- В список личного состава 1-й эскадрильи полка навечно занесён гражданин Франции лётчик эскадрильи «Нормандия-Неман» Марсель Лефевр[12]
- Погибшие в Корее лётчики полка:
  - Агеев Николай Алексеевич, 1922 г. рождения, Молотовская обл., Черский район, п. Черск. Гвардии старший лейтенант, командир звена. Погиб в бою 25 июня 1951 г. Похоронен на братском кладбище в Порт-Артуре.
  - Акатов Виктор Николаевич, 1923 г. рождения, Московская обл., г. Высоковск. Гвардии старший лейтенант, лётчик. Погиб в бою 2 сентября 1951 г. Похоронен на братском кладбище в Порт-Артуре
  - Батуров Анатолий Иванович, 1919 г. рождения, Калужская обл., Мосальский район, д. Казарки. Гвардии старший лейтенант, лётчик. Погиб в бою 5 декабря 1951 г. Похоронен на братском кладбище в Порт-Артуре.
  - Клопиков (Колпиков) Сергей Тимофеевич, 1923 г. рождения, Грозненская обл., Наурский район, ст. Калиновская. Гвардии старший лейтенант, лётчик. Погиб в бою 2 сентября 1951 г. Похоронен на братском кладбище в Порт-Артуре.
  - Сапожников Борис Петрович, 1923 г. рождения, г. Киров. Призван Ждановским РВК. Гвардии старший лейтенант, лётчик. Погиб в бою 16 января 1952 г. Похоронен на братском кладбище в Порт-Артуре.
  - Стельмах Евгений Михайлович, 1923 г. рождения, Белорусская ССР, Могилёвская обл., Осиповичский район, д. Вязовница. Гвардии старший лейтенант, старший лётчик. Погиб в бою 1 июня 1951 г. Похоронен на братском кладбище в Порт-Артуре. 10 октября 1951 г. присвоено звание Героя Советского Союза посмертно.
  - Степанов Василий Иванович, 1923 г. рождения, Орловская обл., Измалковский район, Глотовский с/с. Гвардии старший лейтенант, лётчик. Погиб в бою 6 января 1952 г. Похоронен на братском кладбище в Порт-Артуре.
  - Шулятьев Анатолий Иванович, 1923 г. рождения, г. Киров. Призван Молотовским РВК. Гвардии старший лейтенант, лётчик. Погиб в бою 2 ноября 1951 г. Похоронен на братском кладбище в Порт-Артуре.

## Статистика боевых действий

### За годы Великой Отечественной войны
Всего за годы Великой Отечественной войны полком:
| Выполнено боевых вылетов | Сбито самолётов в воздухе | Уничтожено самолётов всего |
| ------------------------ | ------------------------- | -------------------------- |
| 12704                    | 407                       | 427                        |

Свои потери:
| Потеряно самолётов, всего | Погибло лётчиков всего | Погибло лётчиков в воздушных боях | Не вернулись с боевого задания | Сбито зенитной артиллерией | Погибло в авиакатастрофах и умерло от ран |
| ------------------------- | ---------------------- | --------------------------------- | ------------------------------ | -------------------------- | ----------------------------------------- |
| 99                        | 73                     | 28                                | 27                             | 6                          | 12                                        |

### За годы Войны в Корее
За войну в Корее полком^
| Выполнено боевых вылетов, всего | Проведено воздушных боев, всего | Сбито самолётов ООН | из них бомбардировщиков | из них истребителей-бомбардировщиков | из них истребителей |
| ------------------------------- | ------------------------------- | ------------------- | ----------------------- | ------------------------------------ | ------------------- |
| 4304                            | 105                             | 96                  | 8                       | 39                                   | 49                  |

Свои потери:
| Потеряно самолётов, всего | Погибло лётчиков всего |
| ------------------------- | ---------------------- |
| 18                        | 8                      |

## Базирование полка
- Элбинг, Германия, 05.1945 — 08.1945
- Кобрин, Брестская область, с 1945 — 6.48
- Дятьково, Ярославская область, с 6.48 — 9.50
- Галёнки, Приморский край, 9.50 — 3.51
- Мукден, Китай, 25.3.51 — 8.5.51
- Яндун, Китай, 8.5.51 — 28.5.51
- Мяогоу, Китай, 28.5.51 — 3.52
- Галёнки, Приморский край, 3.52 — 2009
- Черниговка, Приморский край, с 1 декабря 2013 года

## Самолёты на вооружении
| Период       | Самолёты                                                                               |
| ------------ | -------------------------------------------------------------------------------------- |
| 1938—1942    | И-16, И-15 бис, Як-1                                                                   |
| 1942—1944    | Як-7Б                                                                                  |
| 1942—1943    | P-51                                                                                   |
| 1944—1945    | Як-3                                                                                   |
| 1945—1948    | Як-7                                                                                   |
| 1948—1951    | Як-9, МиГ-9                                                                            |
| 1951—1953    | МиГ-15                                                                                 |
| 1953—1966    | МиГ-17                                                                                 |
| 1974—1982    | МиГ-21БИС, в 3-й аэ МиГ-21БИС-М с 1980 г. С 1982 г. МиГ-21СМ, в 3-й аэ 1 с-т МиГ-21СМТ |
| 1983—1993    | МиГ-27 Д, К (МиГ-27К — 1-я аэ, МиГ-27Д — 2-я аэ и 3-я аэ)                              |
| 1993—2009    | Су-25                                                                                  |
| 2013 — н. в. | Су-25СМ                                                                                |

## Книги про историю полка
- Нормандия-Неман. Документальная история французского истребительного авиационного полка "Нормандия - Неман" (28 ноября 1942 года - 20 июня 1945 года). Горицкий Владимир Алексеевич. — М.: Стратегия, 2007. — 302 [1] с. — ISBN 5-9234-0073-1.